# Chapayal Grande
Chapayal Grande es una localidad del estado mexicano de Chiapas. Es parte del municipio de Ixhuatán.

## Demografía
| Gráfica de evolución demográfica |
|                                  |

| Censo | Población |
| ----- | --------- |
| 1921  | 108       |
| 1930  | 260       |
| 1940  | 262       |
| 1950  | 503       |
| 1960  | 353       |
| 1970  | 524       |
| 1980  | 441       |
| 1990  | 776       |
| 2000  | 846       |
| 2010  | 1 112     |
| 2020  | 1 272     |